# Angus Deaton
Angus Stewart Deaton (Edinburgh, 1945. október 19. –) brit közgazdász. 2015-ben elnyerte a közgazdasági Nobel-emlékdíjat a fogyasztásról, jólétről és szegénységről szóló kutatásaiért.

## Életrajz
Egyetemi tanulmányait a Cambridge-i Egyetemen végezte. A brit-amerikai kettős állampolgárságú tudós a közgazdaságtan és a nemzetközi kapcsolatok professzora a Princetoni Egyetemen.

## Magyarul megjelent művei
- A nagy szökés. Egészség, gazdagság, és az egyenlőtlenségek eredete; ford. Felcsuti Péter; Corvina, Bp., 2017